# Samir Agsous
Samir Agsous (ur. 10 września 1967) – algierski lekkoatleta specjalizujący się w skoku o tyczce.

## Sukcesy sportowe
- pięciokrotny mistrz Algierii w skoku o tyczce – 1986, 1987, 1988, 1990, 1992[1]

| Rok  | Miasto | Zawody               | Konkurencja   | Wynik         |
| ---- | ------ | -------------------- | ------------- | ------------- |
| 1988 | Annaba | Mistrzostwa Afryki   | skok o tyczce | brązowy medal |
| 1989 | Lagos  | Mistrzostwa Afryki   | skok o tyczce | brązowy medal |
| 1990 | Algier | Mistrzostwa Maghrebu | skok o tyczce | złoty medal   |